# Laboissière-Saint-Martin
Pour les articles homonymes, voir Laboissière.
Laboissière-Saint-Martin est une ancienne commune française située dans le département de la Somme et la région Hauts-de-France. C'est une commune associée de Lafresguimont-Saint-Martin depuis 1972.

## Histoire
Le 1er juillet 1972, la commune de Laboissière-Saint-Martin est rattachée sous le régime de la fusion-association à celle de Lafresnoye qui devient Lafresguimont-Saint-Martin.

## Politique et administration
| Période                                  | Période | Identité | Étiquette | Qualité |
| ---------------------------------------- | ------- | -------- | --------- | ------- |
|                                          |         |          |           |         |
| Les données manquantes sont à compléter. |         |          |           |         |

## Démographie
| 1793 | 1800 | 1806 | 1821 | 1831 | 1836 | 1841 | 1846 | 1851 |
| ---- | ---- | ---- | ---- | ---- | ---- | ---- | ---- | ---- |
| 255  | 259  | 277  | 246  | 272  | 276  | 255  | 234  | 242  |

| 1856 | 1861 | 1866 | 1872 | 1876 | 1881 | 1886 | 1891 | 1896 |
| ---- | ---- | ---- | ---- | ---- | ---- | ---- | ---- | ---- |
| 228  | 235  | 223  | 208  | 198  | 187  | 170  | 163  | 129  |

| 1901 | 1906 | 1911 | 1921 | 1926 | 1931 | 1936 | 1946 | 1954 |
| ---- | ---- | ---- | ---- | ---- | ---- | ---- | ---- | ---- |
| 125  | 134  | 99   | 91   | 90   | 86   | 91   | 96   | 102  |

| 1962 | 1968 | - | - | - | - | - | - | - |
| ---- | ---- | - | - | - | - | - | - | - |
| 113  | 107  | - | - | - | - | - | - | - |

## Lieux et monuments
- Église Saint-Vincent